# 徐云鹏
徐云鹏（1967年9月—），福建永春人，汉族，中国共产党党员，中国人民解放军少将，第十三届全国人民代表大会解放军和武警部队代表。现任东部战区陆军政治工作部少将副主任。

## 生平
2018年，徐云鹏被选为解放军和武警部队出席第十三届全国人民代表大会代表。
2023年，被选为福建省第十四届人民代表大会代表。